# Spongia bartholomei
Spongia bartholomei är en svampdjursart som beskrevs av Duchassaing och Giovanni Michelotti 1864. Spongia bartholomei ingår i släktet Spongia och familjen Spongiidae. Inga underarter finns listade i Catalogue of Life.